# (7852) Itsukushima
(7852) Itsukushima es un asteroide perteneciente al cinturón de asteroides, descubierto el 17 de octubre de 1960 por Cornelis Johannes van Houten en conjunto a su esposa también astrónoma Ingrid van Houten-Groeneveld y el astrónomo Tom Gehrels desde el Observatorio del Monte Palomar, Estados Unidos.

## Designación y nombre
Designado provisionalmente como 7604 P-L. Fue nombrado Itsukushima en homenaje a la isla japonesa de Itsukushima, ubicada cerca de la ciudad de Hiroshima. La isla también se llama "Miyajima", que significa "isla de la capilla".

## Características orbitales
Itsukushima está situado a una distancia media del Sol de 2,417 ua, pudiendo alejarse hasta 2,552 ua y acercarse hasta 2,282 ua. Su excentricidad es 0,055 y la inclinación orbital 4,006 grados. Emplea 1372 días en completar una órbita alrededor del Sol.

## Características físicas
La magnitud absoluta de Itsukushima es 13,5. Tiene 5,52 km de diámetro y su albedo se estima en 0,16.